# Periskop

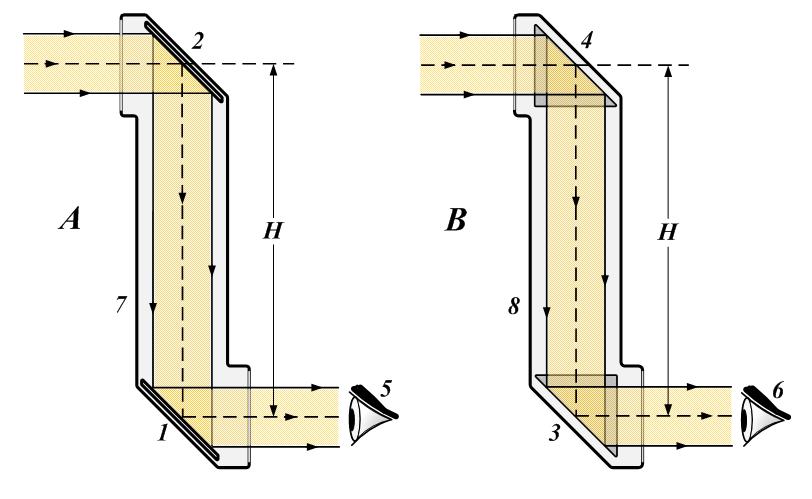
Periskopets princip.
A - Periskop med två planspeglar.
B - Periskop med två rätvinkliga prisman.
1 - 2 – Planspeglar.
3 - 4 – Rätvinkliga prisman.
5 - 6 - Observatörens öga.
7 - 8 - Periskoptuben.
H - Periskopets optiska höjd.

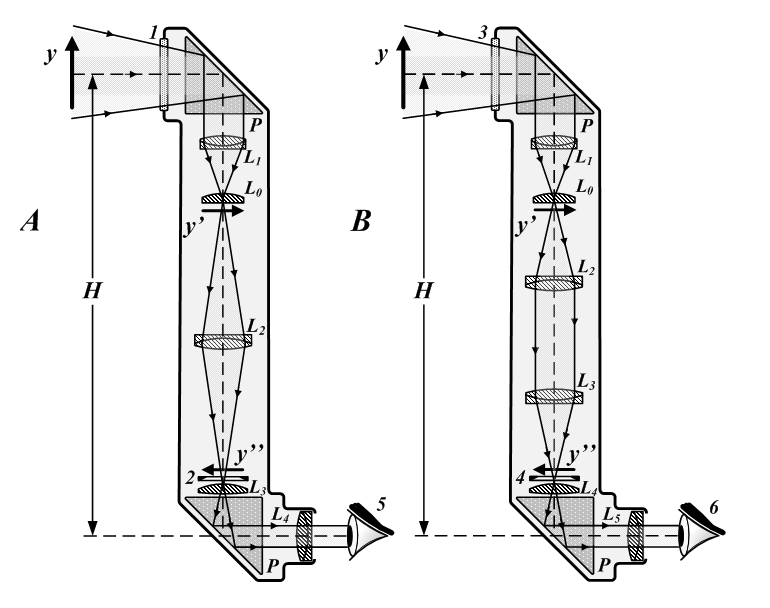
Periskopkikarens princip.
A – Periskop med en enkel lins (L2).B - Periskop med två linser (L2-L3).1-3 – Periskopfönster.2-4 - Bländare eller hårkors.P – Rätvinkligt prisma (eller planspeglar).L1 - Objektivlins.L2 - för A - L2 - L3 - för B – Bildvändande lins.L3 - L4 -for A - L4-L5- for B - Okular.L0 – Bildförstorande lins.y – Avlägset objekt.H - Periskopets optiska höjd.

Ett periskop är ett optiskt instrument för att kunna se från en skyddad miljö, och används i ubåtar, stridsvagnar, skyttegravar, etc. I sin enklaste form är ett periskop uppbyggt av ett ljustätt rör med två snedställda parallella speglar i båda ändar. Mer avancerade utföranden innehåller optiska linser, och kan innehålla ljusförstärkare för mörkerseende. 

## Periskopets historia
Tidig utveckling
De tidigaste formerna av periskop kan spåras tillbaka till 1600-talet, där enkla anordningar användes för att observera omgivningar från dolda positioner. Dessa tidiga versioner bestod ofta av rör med speglar placerade i vinklar för att reflektera ljus.
Militära tillämpningar
Under första världskriget blev periskopet ett oumbärligt verktyg i skyttegravskrigföring, vilket gjorde det möjligt för soldater att observera fiendens rörelser utan att utsätta sig för fara. I ubåtar utvecklades mer sofistikerade periskop som tillät observation över vattenytan medan ubåten förblev nedsänkt. Dessa periskop var ofta utrustade med avancerad optik och mekanismer för att justera synfältet.
Modern användning

I dagens teknologi har periskop utvecklats ytterligare och integrerats med digitala system, inklusive kameror och elektroniska sensorer, för att förbättra bildkvaliteten och möjliggöra observation under olika ljusförhållanden. Denna utveckling har breddat periskopets användningsområden inom både militära och civila sektorer.

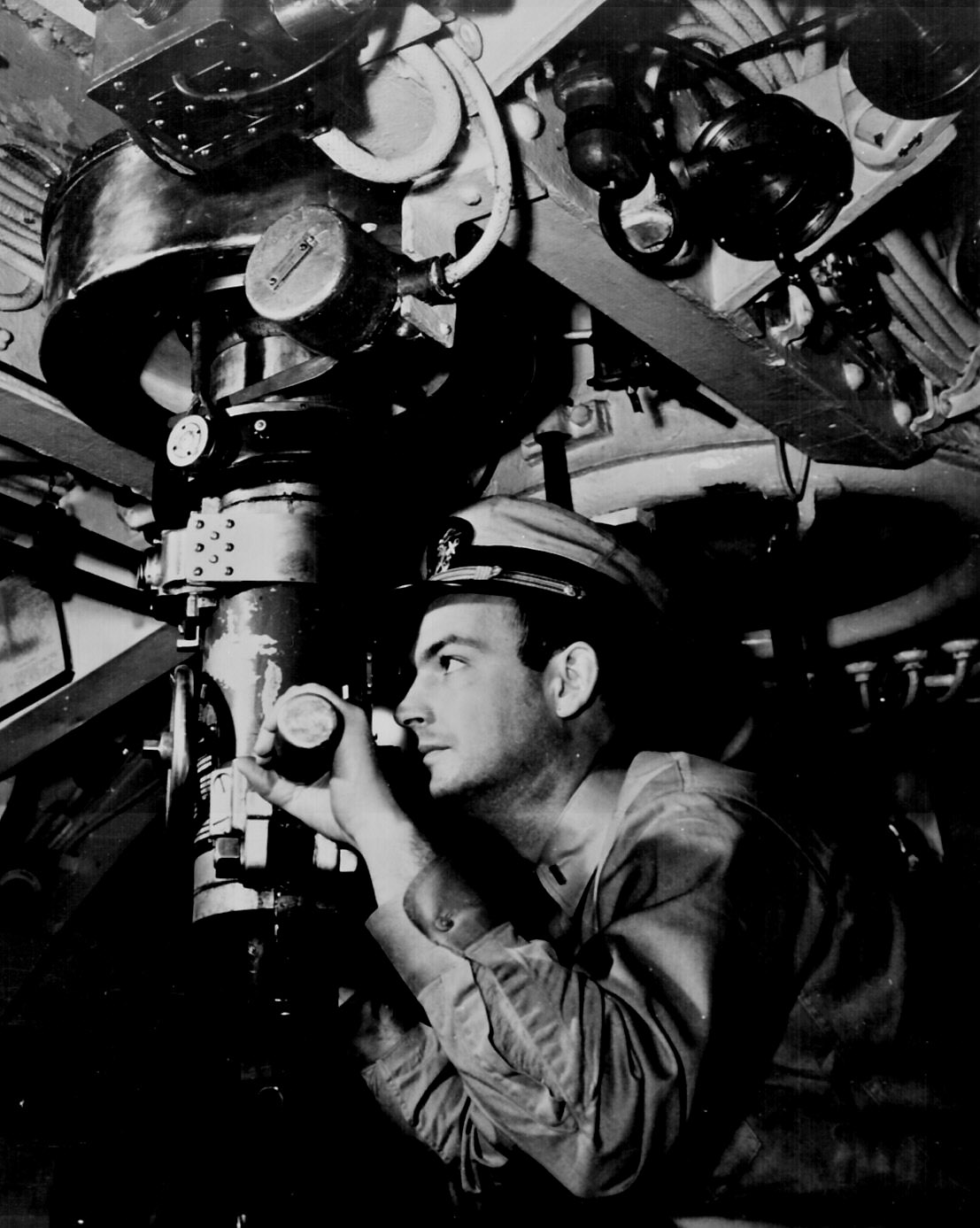
Ubåtsperiskop.
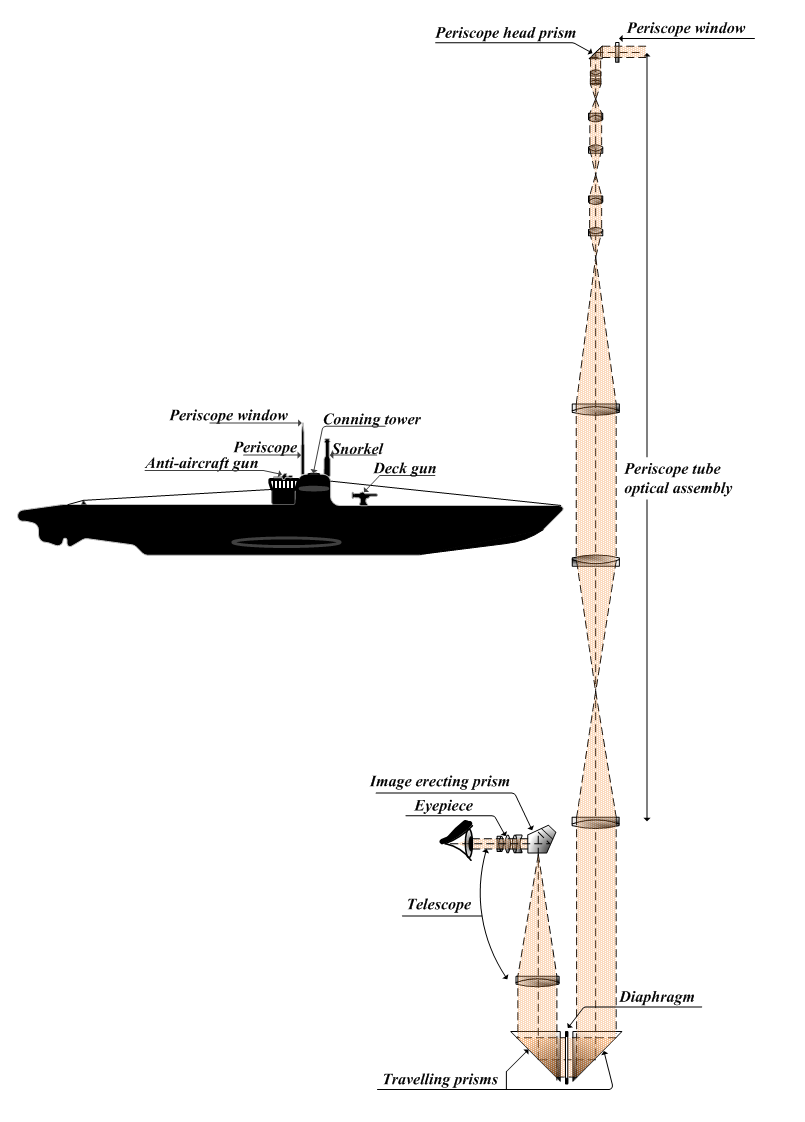
Ubåtsperiskopets optiska konstruktion (Zeiss).
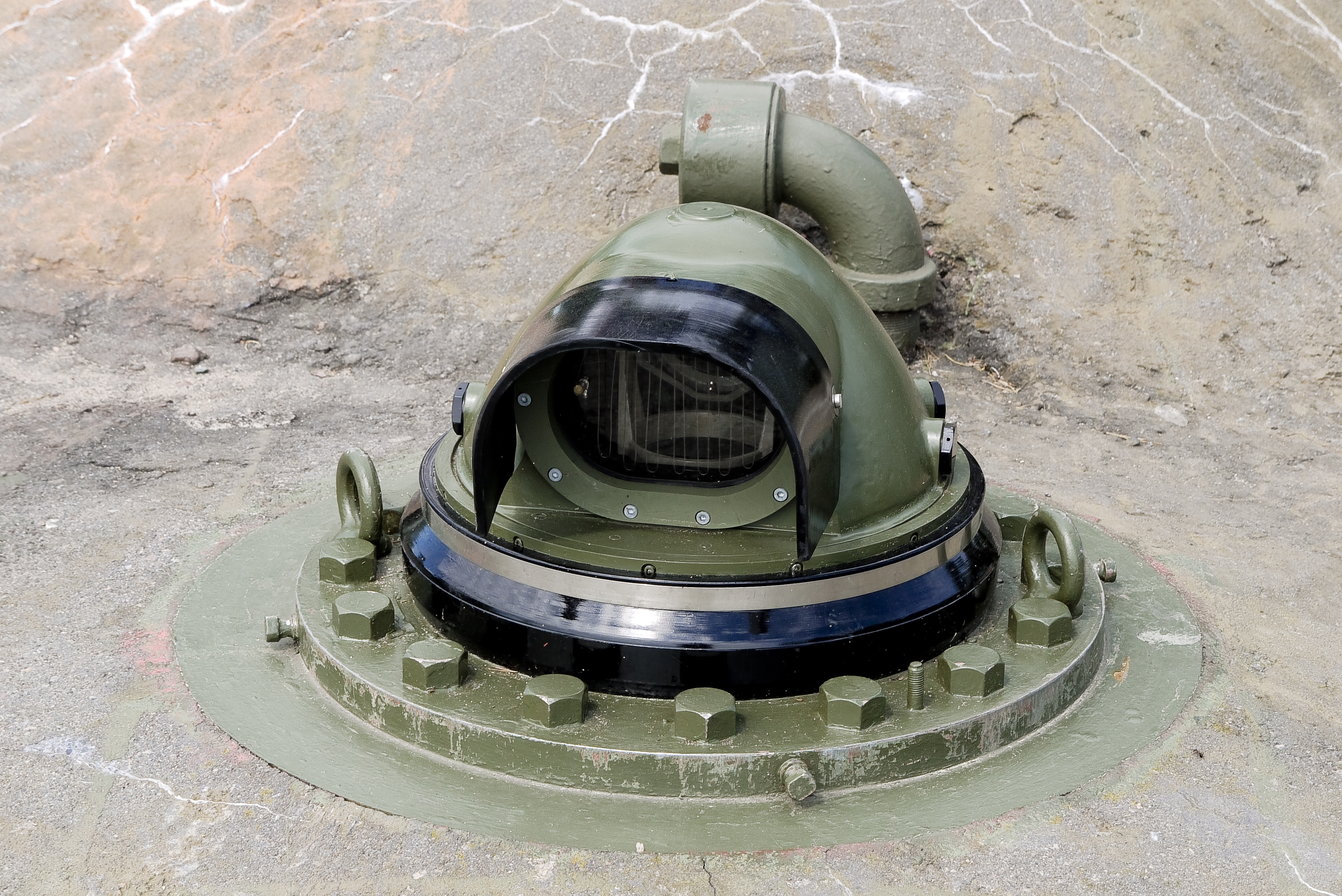
Periskophuvud från Femörefortet
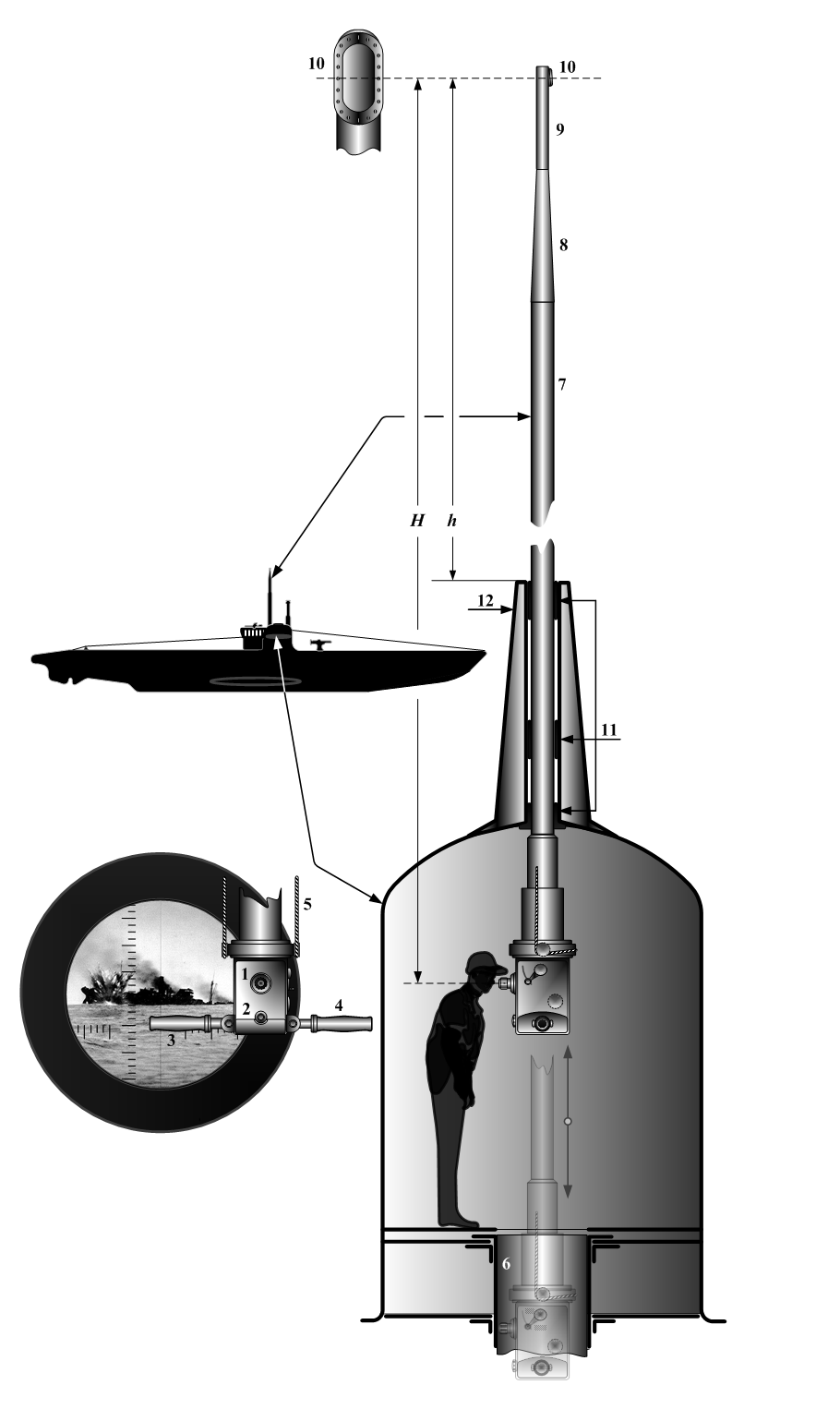
Monokulärt ubåtsperiskop.
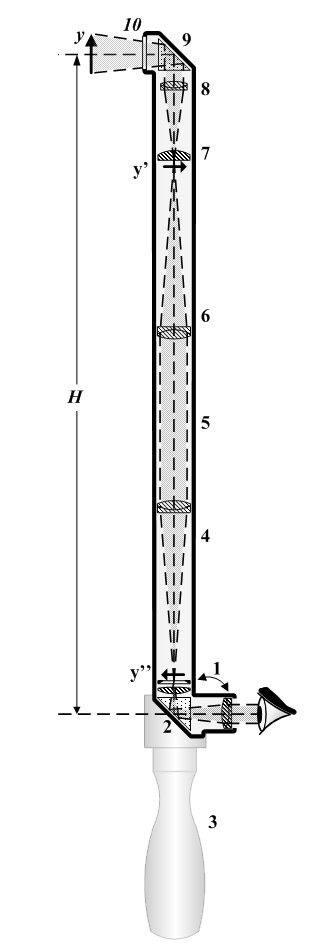